# 费鲁扎诺
费鲁扎诺（義大利語：Ferruzzano），是意大利雷焦卡拉布里亚省的一个市镇。总面积19平方公里，人口791人，人口密度41.6人/平方公里（2009年）。ISTAT代码为080033。